# HD 193621
HD 193621，又名BD+36 4008，SAO 69841、HR 7782，是一颗恒星，视星等为6.57，位于銀經75.31，銀緯0.48，其B1900.0坐标为赤經20h 16m 3.7s，赤緯+36° 0.48′ 3″。